# Ponnur
Ponnur là một thành phố và khu đô thị của huyện Guntur thuộc bang Andhra Pradesh, Ấn Độ.

## Nhân khẩu
Theo điều tra dân số năm 2001 của Ấn Độ, Ponnur có dân số 56.504 người. Phái nam chiếm 50% tổng số dân và phái nữ chiếm 50%. Ponnur có tỷ lệ 68% biết đọc biết viết, cao hơn tỷ lệ trung bình toàn quốc là 59,5%: tỷ lệ cho phái nam là 73%, và tỷ lệ cho phái nữ là 64%. Tại Ponnur, 10% dân số nhỏ hơn 6 tuổi.